# Kerkerkapelle (Stockheim)

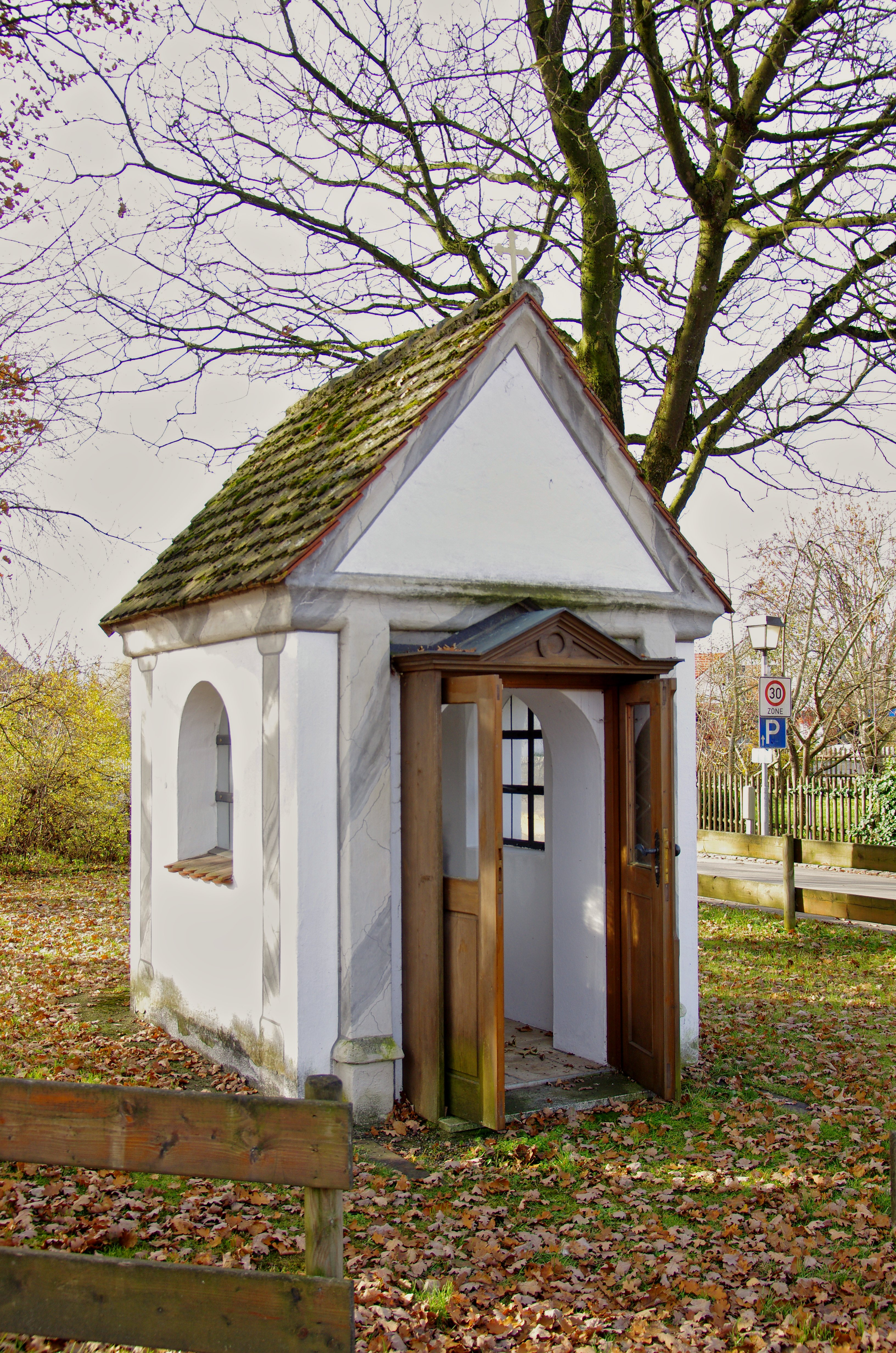
Kerkerkapelle in Stockheim

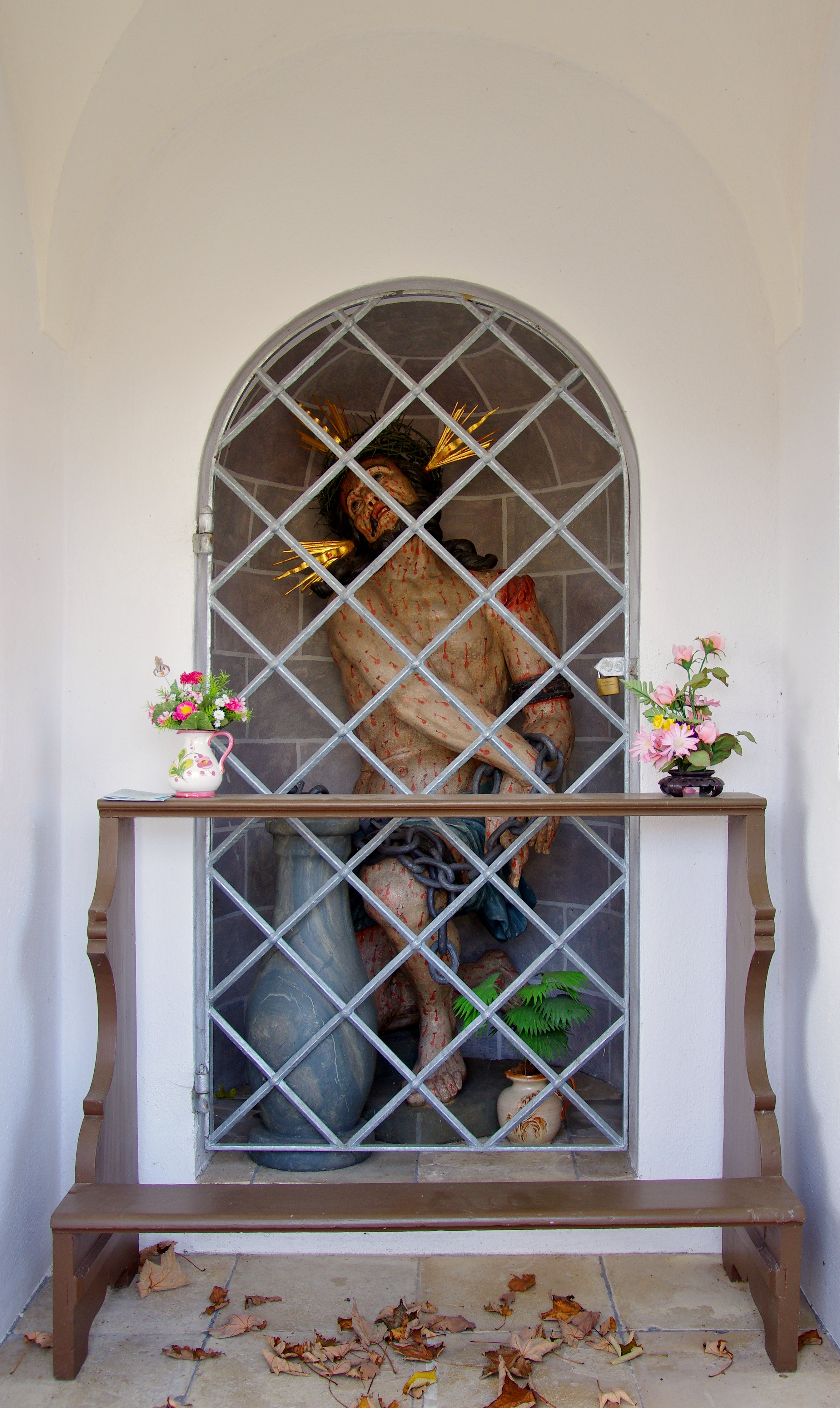
Innenansicht

Die römisch-katholische Kerkerkapelle im oberschwäbischen Stockheim, einem Ortsteil von Bad Wörishofen, steht nordwestlich des Friedhofs an der Straße nach Bad Wörishofen. Der kleine Bau wurde im 18. Jahrhundert errichtet und ist nach Süden ausgerichtet. Er hat einen rechteckigen Grundriss mit einer eingezogenen Apsis und einem Karniesgesims. An der Nordseite befindet sich eine Rundbogentür, die von Lisenen flankiert wird. Der Dreiecksgiebel ist mit Karniesgesimsen gerahmt. Der Innenraum hat ein Kreuzgratgewölbe. In einer rundbogigen, halbrund schließenden Kerkernische im Südteil mit Holzgitter und Balustrade befindet sich eine gefasste Holzfigur des Kerkerheilands, der mit einem Bein kniet. Sie wurde um die Mitte des 18. Jahrhunderts geschaffen. Rundbogenblenden an den beiden Seitenwänden tragen Gemälde auf Blech aus der zweiten Hälfte des 19. Jahrhunderts mit den Heiligen Wendelin und Leonhard.